# Mariska Beijer
Mariska Beijer (n. 29 iunie 1991, Den Helder, Olanda de Nord, Țările de Jos) este o baschetbalistă olandeză. A participat la 4 ediții ale Jocurilor Paralimpice (2012, 2016, 2020, 2024) în care a câștigat două medalii de aur și două medalii de bronz.